# Jean Lagarde (général français)
Pour les articles homonymes, voir Lagarde.
Ne doit pas être confondu avec Jean Lagarde (maire de Lorient).
Jean Lagarde, né le 19 mars 1920 à Lyon, mort le 21 juillet 2007 à Vertaizon (Puy-de-Dôme), est un général d'armée français, chef d'état-major de l'armée de terre de 1974 à 1980.

## Biographie
Il naît à Lyon le 19 mars 1920. Sorti de Saint-Cyr en 1940 dans l'infanterie, il est versé ensuite dans les Troupes de marines. Il sert en Afrique du Nord (1940-1941), au Soudan (1942-1945) où il assume des fonctions civiles et militaires. Il accomplit trois séjours en Indochine (1947-1948, 1950-1951, 1954-1955), principalement à la tête d'unités de combat de réserve générale qu'il conduit sur l'ensemble du territoire.
À son retour en métropole, il est admis à École supérieure de guerre (1957) puis sert en Algérie (1958) et en Afrique centrale (1961).Il commande un corps de troupe pour la 4e fois, au Mans (1963) et devient en 1966 chef d'état major de la 3e Région militaire.
Général de brigade dans sa 49e année, il commande la 14e brigade mécanisée à Laon. Il est nommé sous-chef d'état-major de l'Armée de terre en juillet 1970. En 1972, placé à la tête de la 1re Division à Trèves, il commande à partir de juillet 1974 l'École supérieure de guerre et l'École d'état-major.
Le 1er décembre 1974, il est nommé général d'armée et devient Chef d'état-major de l'armée de terre. Il en démissionne le 30 septembre 1980.
Titulaire de 8 citations, blessé une fois, le général Jean Lagarde est commandeur de la Légion d'honneur depuis 1966. Il est élevé à la dignité de Grand officier puis de Grand croix de la Légion d'Honneur en 1re section des OGX.
Il était marié, père d'une fille et tuteur d'un orphelin de guerre vietnamien.
Il meurt le 21 juillet 2007 à l'âge de 87 ans.

## Décorations
- Grand officier de la Légion d'honneur
- Grand-croix de l'ordre national du Mérite